# Salto con gli sci ai XVII Giochi olimpici invernali
Nel salto con gli sci ai XVII Giochi olimpici invernali furono disputate tre gare, tutte riservate agli atleti di sesso maschile.

## Risultati

### Trampolino normale
La gara dal trampolino normale si disputò il 25 febbraio sul Lysgårdsbakken K90 e parteciparono 58 atleti, che effettuarono due salti con valutazione della distanza e dello stile. 
| Posizione | Atleta             | Nazione   | Punti |
| --------- | ------------------ | --------- | ----- |
| 1         | Espen Bredesen     | Norvegia  | 282,0 |
| 2         | Lasse Ottesen      | Norvegia  | 268,0 |
| 3         | Dieter Thoma       | Germania  | 260,5 |
| 4         | Jens Weißflog      | Germania  | 260,0 |
| 5         | Noriaki Kasai      | Giappone  | 259,0 |
| 6         | Jani Soininen      | Finlandia | 258,5 |
| 7         | Andreas Goldberger | Austria   | 258,0 |
| 8         | Jin'ya Nishikata   | Giappone  | 253,0 |
| 9         | Takanobu Okabe     | Giappone  | 252,0 |
| 10        | Christian Moser    | Austria   | 246,0 |

### Trampolino lungo
La gara dal trampolino lungo si disputò il 20 febbraio sul Lysgårdsbakken K120 e parteciparono 58 atleti, che effettuarono due salti con valutazione della distanza e dello stile. 
| Posizione | Atleta             | Nazione   | Punti |
| --------- | ------------------ | --------- | ----- |
| 1         | Jens Weißflog      | Germania  | 274,5 |
| 2         | Espen Bredesen     | Norvegia  | 266,5 |
| 3         | Andreas Goldberger | Austria   | 255,0 |
| 4         | Takanobu Okabe     | Giappone  | 243,5 |
| 5         | Jani Soininen      | Finlandia | 231,1 |
| 6         | Lasse Ottesen      | Norvegia  | 226,6 |
| 7         | Jaroslav Sakala    | Rep. Ceca | 222,2 |
| 8         | Jin'ya Nishikata   | Giappone  | 218,3 |
| 9         | Robert Meglič      | Slovenia  | 217,5 |
| 10        | Didier Mollard     | Francia   | 213,3 |

### Gara a squadre
La gara a squadre si disputò il 22 febbraio sul Lysgårdsbakken K120 e parteciparono 12 squadre nazionali, che effettuarono due salti con valutazione della distanza e dello stile. Ogni squadra era composta da quattro atleti; ai fini del punteggio vennero conteggiati tutti e quattro i salti di ogni serie, e non più solo i migliori tre come fatto fino ad Albertville 1992. 
| Posizione | Nazione   | Atleta                                                               | Punti |
| --------- | --------- | -------------------------------------------------------------------- | ----- |
| 1         | Germania  | Hansjörg Jäkle Christof Duffner Dieter Thoma Jens Weißflog           | 970,1 |
| 2         | Giappone  | Jin'ya Nishikata Takanobu Okabe Noriaki Kasai Masahiko Harada        | 956,9 |
| 3         | Austria   | Heinz Kuttin Christian Moser Stefan Horngacher Andreas Goldberger    | 918,9 |
| 4         | Norvegia  | Øyvind Berg Lasse Ottesen Roar Ljøkelsøy Espen Bredesen              | 898,8 |
| 5         | Finlandia | Raimo Ylipulli Janne Väätäinen Janne Ahonen Jani Soininen            | 889,5 |
| 6         | Francia   | Steve Delaup Nicolas Jean-Prost Nicolas Dessum Didier Mollard        | 822,1 |
| 7         | Rep. Ceca | Ladislav Dluhoš Zbyněk Krompolc Jiří Parma Jaroslav Sakala           | 800,7 |
| 8         | Italia    | Ivo Pertile Andrea Cecon Roberto Cecon Ivan Lunardi                  | 782,3 |
| 9         | Slovenia  | Robert Meglič Samo Gostiša Matjaž Zupan Matjaž Kladnik               | 739,4 |
| 10        | Svezia    | Mikael Martinsson Staffan Tällberg Johan Rasmussen Fredrik Johansson | 653,3 |

## Medagliere per nazioni
| Posizione | Nazione  | Oro | Argento | Bronzo | Totale |
| --------- | -------- | --- | ------- | ------ | ------ |
| 1         | Germania | 2   | 0       | 1      | 3      |
| 2         | Norvegia | 1   | 2       | 0      | 3      |
| 3         | Giappone | 0   | 1       | 0      | 1      |
| 4         | Austria  | 0   | 0       | 2      | 2      |